# Fryszerka (Silnica)
Fryszerka – osada wsi Silnica w Polsce, położona w województwie łódzkim, w powiecie radomszczańskim, w gminie Żytno.
W latach 1975–1998 osada administracyjnie należała do województwa częstochowskiego.